# Nagy Pál (irodalomtörténész)
Nagy Pál, álneve: Kis Péter (Mezőkölpény, 1924. január 30. – Mezőkölpény, 2015. szeptember 4.) erdélyi magyar kritikus, szerkesztő, irodalomtörténész.

## Életpályája
Középiskoláit a marosvásárhelyi Református Kollégiumban végezte (1943), a Bolyai Tudományegyetemen magyar nyelv és irodalom-egyetemes történelem szakos tanári képesítést szerzett (1948). Pályáját az egyetemen tanársegédként kezdte, majd középiskolai tanár Kolozsvárt (1949-55); Marosvásárhelyt az Igaz Szó (1955-70), A Hét (1970-73), Új Élet (1974-84) szerkesztője.
Marosvásárhelyen élt és alkotott. Az 1990-es években bekapcsolódott az RMDSZ megyei munkásságába. Az irodalmi közéletnek is aktív résztvevője volt.